# HC Ares
HC Ares is een Nederlandse hockeyclub uit Apeldoorn.
De club, die speelt in de kleuren wit en bordeauxrood, werd op 1 mei 1962 opgericht met een band met het Veluws College. De club speelt eerst op Marialust en tegenwoordig op sportpark Nagelpoel waar in 1984 het eerste kunstgrasveld aangelegd werd.